# Liste over kraftværker i Aserbajdsjan
Liste over kraftværker i Aserbajdsjan.

## Vedvarende

### Vandkraft
| Kraftværrk                 | By          | Koordinater                                     | Kapacitet (MW) | Status      |
| -------------------------- | ----------- | ----------------------------------------------- | -------------- | ----------- |
| Aras vandkraftværk         | Araz        | 39°05′28″N 45°24′08″Ø / 39.091111°N 45.402222°Ø | 44             | Operationel |
| Khoda Afarin vandkraftværk | Soltanli    | 39°09′35″N 46°56′05″Ø / 39.159722°N 46.934722°Ø | 102            | Operationel |
| Mingechevir vandkraftværk  | Mingechevir | 40°47′24″N 47°01′42″Ø / 40.79°N 47.028333°Ø     | 420            | Operationel |
| Sarsang vandkraftværk      | Sarsang     | 40°12′27″N 46°39′03″Ø / 40.2076°N 46.6507°Ø     | 50             | Operationel |
| Shamkir vandkraftværk      | Shamkir     | 40°56′49″N 46°10′16″Ø / 40.947038°N 46.171074°Ø | 380            | Operationel |
| Tahtakorpu vandkraftværk   | Shabran     | 41°09′50″N 48°59′24″Ø / 41.16402°N 48.989958°Ø  | 25             | Operationel |
| Yenikend vandkraftværk     | Yenikend    | 40°55′09″N 46°16′58″Ø / 40.919167°N 46.282778°Ø | 150            | Operationel |

### Solkraft
| Kraftværrk             | By        | Koordinater                                     | Kapacitet (MW) | Status      |
| ---------------------- | --------- | ----------------------------------------------- | -------------- | ----------- |
| Surakhani Solkraftværk | Surakhani | 40°25′13″N 50°00′17″Ø / 40.420278°N 50.004722°Ø | 1,2            | Operationel |

## Ikke-vedvarende

### Varmekraft
| Kraftværrk                | By          | Koordinater                                     | Kapacitet (MW) | Status      |
| ------------------------- | ----------- | ----------------------------------------------- | -------------- | ----------- |
| Aserbajdsjan gaskraftværk | Mingechevir | 40°46′12″N 47°02′56″Ø / 40.77°N 47.048889°Ø     | 2.600          | Operationel |
| Shimal gaskraftværk       | Baku        | 40°23′43″N 49°52′56″Ø / 40.395278°N 49.882222°Ø | 409            | Operationel |
| Shirvan gaskraftværk      | Shirvan     | 39°55′55″N 48°55′13″Ø / 39.931944°N 48.920278°Ø | 1.100          | Operationel |
| Sumqayit gaskraftværk     | Sumqayit    | 40°35′23″N 49°40′07″Ø / 40.589722°N 49.668611°Ø | 525            | Operationel |